# Aryna Sabalenka
Aryna Siarhiejeŭna Sabalenka (tiếng Belarus: Арына Сяргееўна Сабаленка; tiếng Nga: Арина Сергеевна Соболенко, Arina Sergeyevna Sobolenko, sinh ngày 5 tháng 5 năm 1998) và một vận động viên quần vợt chuyên nghiệp người Belarus. Cô đã nổi tiếng sau khi đưa Đội tuyển Fed Cup Belarus giành vị trí á quân vào năm 2017 với Aliaksandra Sasnovich, mặc dù cả hai đều đứng ngoài top 75 tại thời điểm đó. Sabalenka đã giành được 3 danh hiệu Hiệp hội quần vợt nữ (WTA), trong đó có cấp độ Premier 5 tại giải Wuhan Open 2018. Cô có thứ hạng đánh đơn WTA cao nhất là vị trí số 9 trên thế giới, vào tháng 2 năm 2019.
Sabalenka là một người gốc Minsk. Cô không được biết đến trong sự nghiệp trẻ và tương đối xa lạ trước thành công ở Fed Cup khi có là thiếu niên. Sau Fed Cup 2017, cô bắt đầu có nhiều thành công hơn trên WTA Tour, vào 4 trận chung kết trong năm 2018 và thắng được 8 tay vợt trong top 10. Sabalenka có lối đánh rất năng nổ, thường có số điểm winners cao và unforced errors. Với chiều cao của mình, cô cũng có một cú giao bóng rất mạnh.

## Cuộc sống thời niên thiếu
Sabalenka sinh ngày 5 tháng 5 năm 1998 ở Minsk, thủ đô của Belarus. Bố cô Sergey là một cựu vận động viên hockey. Aryna bắt đầu chơi quần vợt một cách tình cờ. Cô nói: "Một ngày, bố tôi lái xe đưa tôi đi đâu đó trong xe, và trên đường ông thấy sân quần vợt. Thế là ông đưa tôi ra sân. Tôi thực sự thích nó. Đó là cách tôi bắt đầu." Cô bắt đầu tập luyện tại National Tennis Academy ở Minsk sau khi cơ sở này mở cửa vào năm 2014.
Năm 2015, Liên đoàn quần vợt Belarus đã thuyết phục Sabalenka và đội cô tập trung thi đấu các sự kiện chuyên nghiệp cấp độ thấp thay vì các giải đấu cấp độ trẻ, mặc dù cô vẫn đủ điều kiện để thi đấu ở cấp độ trẻ tại thời điểm đó.

## Sự nghiệp trẻ

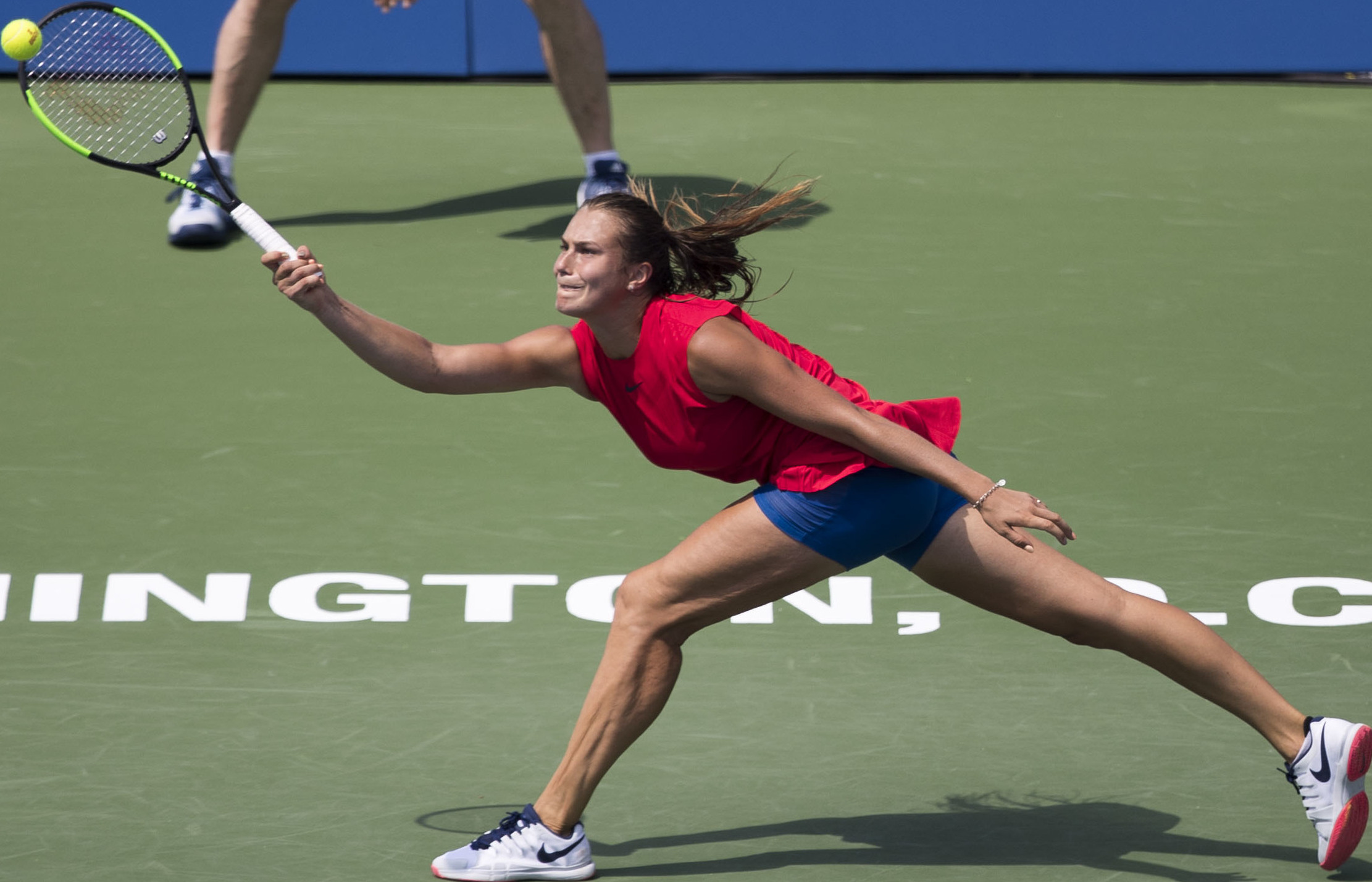
Arnya Sabalenka tại Citi Open Tennis 2017

Sabalenka bắt đầu sự nghiệp trẻ muộc trên ITF Junior Circuit, thay vào đó thi đấu ở các giải U14 và U16 Tennis Europe ở độ tuổi trẻ. Cô đã không thi đấu trong vòng đấu chính của tất cả các sự kiện ITF cho đến năm 2013 tại giải cấp độ thấp là Hạng 4 Tallink Cup ở Estonia tại tuổi 15. Cô chưa từng thi đấu trong các giải Grand Slam trẻ, hoặc các sự kiện ở cấp độ cao Hạng A và Hạng 1. Không có điểm cao từ các giải đấu lớn này, cô có vị trí cao nhất là số 225.
Sabalenka giành được danh hiệu ITF đầu tiên ở đôi tại giải cấp độ thấp Hạng 5 Alatan Tour Cup ở Belarus vào cuối năm 2013 với tay vợt đồng hương Vera Lapko. Năm 2014, cô xuất sắc tham dự các sự kiện Hạng 4. Cô đã vào chung kết đơn đầu tiên tại Estonian Junior Open vào tháng 6 và giành danh hiệu đơn đầu tiên tại MTV Total Junior Cup ở Phần Lan vào tháng 10. Tại cuối mùa giải, Sabalenka bảo vệ thành công danh hiệu đôi Alatan Tour Cup, lần này với tay vợt đồng hương khác là Nika Shytkouskaya, và cũng giành danh hiệu đơn. Cô chỉ tham dự một giải trong năm 2015, giải European Junior Championships. Là một sự kiện Hạng B1, đây là giải trẻ cấp độ cao nhất mà cô đã tham dự. Cô thua ở vòng 2 trước hạt giống số một Markéta Vondroušová.

## Sự nghiệp chuyên nghiệp

### 2012–16: Top 200, ra mắt tại Fed Cup
Sabalenka bắt đầu thi đấu trên ITF Women's Circuit vào năm 2012, ngay cả trước khi cô thi đấu tại ITF Junior Circuit. 5 giải đấu đầu tiên của cô là ở quê nhà Minsk và trải dài hơn 2 năm, nhưng cô không thắng một trận trong vòng đấu chính trong bất kỳ giải đấu nào. Cô thắng trận đấu chuyên nghiệp đầu tiên vào cuối năm 2014 ở Istanbul. Mùa giải tiếp theo vào tháng 10, cô giành được cả hai danh hiệu đầu tiên trong những tuần trở lại ở Antalya, cả hai đều ở cấp độ $10K. Sabalenka cũng giành được một danh hiệu $25K vào tuần cuối cùng của năm. Danh hiệu này đưa cô lần đầu tiên vào top 300 của bảng xếp hạng WTA vào đầu năm 2016. Năm đó, cô ra mắt tại Fed Cup vào tháng 4, thua trận duy nhất của cô. Cô cũng giành được 2 danh hiệu lớn của mình ở cấp độ $50K. Lần đầu là ở Thiên Tân đưa cô vào top 200 vào tháng 5 và lần thứ hai tại Toyota vào tháng 11 giúp cô kết thúc năm đó ở vị trí số 137 trên thế giới.

### 2017: Á quân Fed Cup, danh hiệu WTA 125K, top 100

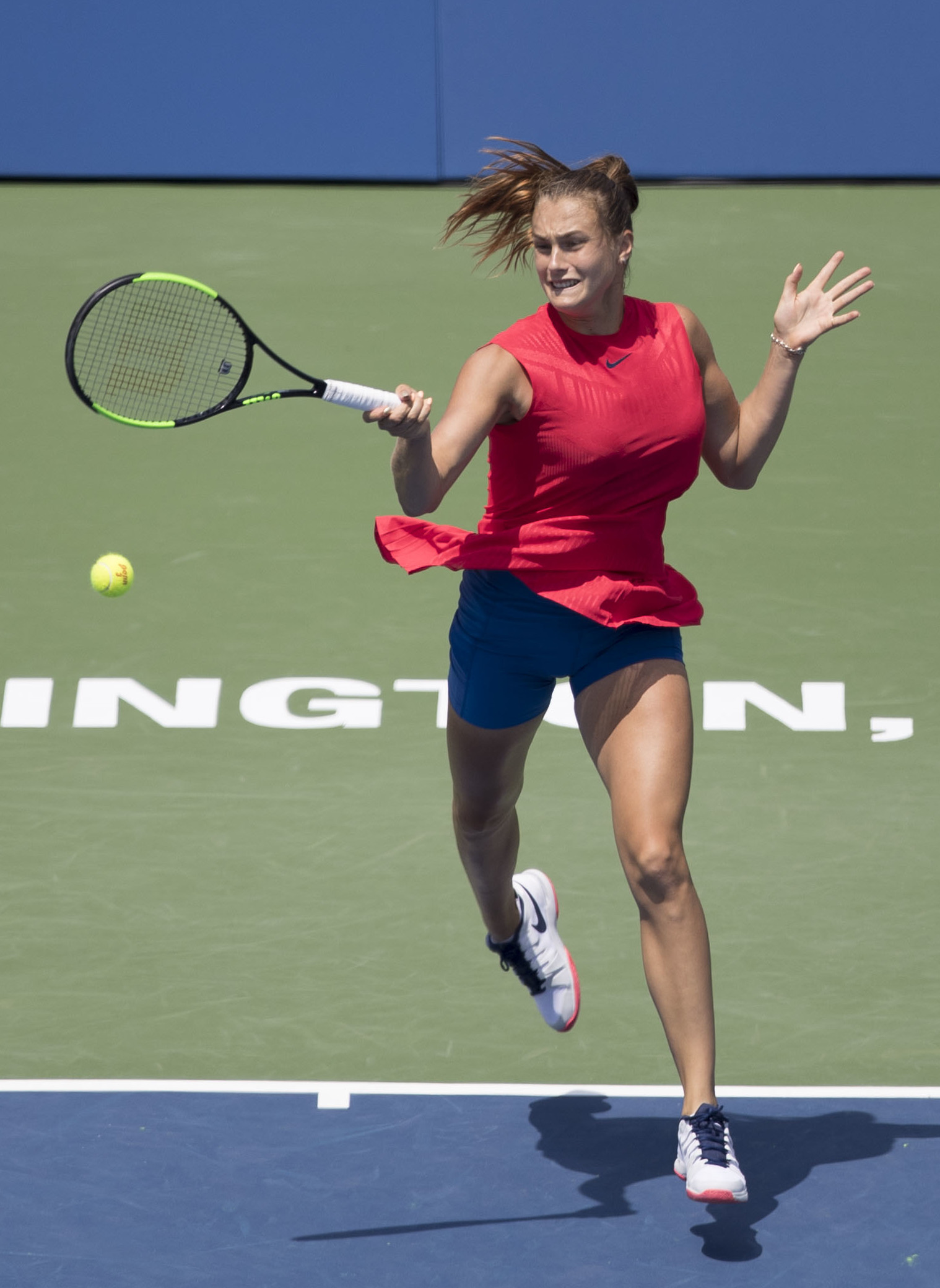
Sabalenka tại Washington Open 2017

Mặc dù có một số thành công đầu mùa ở Fed Cup, Sabalenka có một khởi đầu lặng lẽ trong năm. Cô lần đầu tiên thi đấu ở vòng đấu chính WTA vào tháng 2 sau khi vượt qua vòng loại tại giải Dubai Open; tuy nhiên, cô đã không thắng trận đầu tiên nào ở WTA cho đến giải Wimbledon vào tháng 7. Trong giải Grand Slam đầu tiên tham dự, cô đã vào vòng đấu chính sau khi vượt qua vòng loại và đánh bại Irina Khromacheva ở vòng 1. Sabalenka tiếp nối thành tích này với một trận thắng WTA khác trước tay vợt số 34 Lauren Davis tại giải Washington Open, đương kim á quân năm và là tay vợt xếp hạng cao nhất mà cô đã đánh bại tại thời điểm đó.
Sau khi thất bại tại vòng loại ở Giải quần vợt Mỹ Mở rộng, Sabalenka lần đầu tiên vào vòng bán kết WTA tại giải Tashkent Open, đánh bại hạt giống số 3 và tay vợt số 53 Tatjana Maria ở vòng 2. Một vài tuần sau, cô tham dự giải Tianjin Open với tư cách là tay vợt số 119 trên thế giới, nhưng đã vào trận chung kết WTA đầu tiên. Trong trận chung kết, cô gặp thần tượng hồi nhỏ Maria Sharapova, nhưng đã thua sau 2 set đấu. Với màn trình diễn này, cô lên vị trí số 76 trên bảng xếp hạng, lần đầu tiên vào top 100. Sau khi thất bại trong trận chung kết Fed Cup trước Hoa Kỳ, Sabalenka kết thúc mùa giải với danh hiệu lớn nhất trong sự nghiệp tại giải Mumbai Open, một sự kiện WTA 125K. Danh hiệu đã giúp cô kết thúc năm với vị trí số 73.

### 2018: Tay vợt mới đến của Năm, danh hiệu Premier 5
Sau khi thi đấu tương đối ít giải đấu WTA trong năm 2017, Sabalenka đã có thứ hạng cao hơn để thi đấu tại WTA Tour năm 2018. Cô khởi đầu năm với hai lần vào vòng tứ kết, nhưng thua ở vòng 1 tại Giải quần vợt Úc Mở rộng trước tay vợt người Úc và là tay vợt số 18 trên thế giới Ashleigh Barty. Cô sau đó giành chiến thắng trong các trận đấu đầu tiên của mình tại giải Premier vào vòng 3 tại giải Indian Wells Masters trước khi mùa giải sân cứng đầu năm kết thúc, trong đó có chiến thắng trước tay vợt số 19 Svetlana Kuznetsova.
Sabalenka bắt đầu mùa giải sân đất nện với lần thứ 2 trong sự nghiệp vào trận chung kết tại giải Ladies Open Lugano, khi cô kết thúc giải với vị trí á quân sau khi thua trước tay vợt số 20 Elise Mertens. Thành công này đưa cô lần đầu tiên vào top 50. Tay nhiên, cô đã không thắng một trận đấu khác trong phần còn lại của mùa giải sân đất nện, trong đó có trận thua ở vòng 1 trước tay vợt số 22 Kiki Bertens tại Giải quần vợt Pháp Mở rộng. Sabalenka đã có những kết quả tốt trên sân cỏ, thi đấu các giải đấu trong 3 tuần trước giải Wimbledon. Cô vào vòng tứ kết tại giải Rosmalen Grass Court Championships vào chung kết tại giải cấp độ Premier Eastbourne International. Tại sự kiện sau, cô đã thắng 3 trận đấu liên tiếp sau 3 set đấu, trong đó có 3 trận thắng trước tay vợt trong top 20 và trận thắng trước tay vợt đương kim vô địch và trong top 10 là Karolína Plíšková. Sabalenka thua trong trận chung kết trước tay vợt số 2 thế giới Caroline Wozniacki. Ở giải Grand Slam, cô bị loại ở vòng 1 tại giải Wimbledon.
Trong mùa giải sân cứng Bắc Mỹ, Sabalenka tiếp tục tăng thứ hạng. Tại hai giải đấu Premier 5, cô vào vòng 3 tại Giải quần vợt Canada Mở rộng và bán kết tại Cincinnati Masters. Trước đó, cô đã báo thù cho thua trước tay vợt số 2 thế giới Wozniacki để giành được chiến thắng lớn nhất trong sự nghiệp, ghi được 64 điểm winners trong trận đấu. San đó, cô tiếp tục có hai chiến thắng tay vợt trong top 10 nữa trước tay vợt số 8 Plíšková và tay vợt số 5 Caroline Garcia trước khi thua trước tay vợt số 1 thế giới Simona Halep. Chỉ một tuần sau, Sabalenka đã giành được danh hiệu WTA đầu tiến ở cấp độ Premier tại giải Connecticut Open với chiến thắng trước tay vợt số 9 Julia Görges ở vòng bán kết và Carla Suárez Navarro trong trận chung kết. Thi đấu 4 tuần liên tiếp, cô đã khép lại phần này của mùa giải với kết quả tốt nhất của mình tại một giải đấu Grand Slam cho đến nay, vào vòng 4 tại Giải quần vợt Mỹ Mở rộng. Cụ thể, cô đánh bại tay vợt số 5 thế giới Petra Kvitová ở vòng 3 trước khi thua trước nhà vô địch sau đó Naomi Osaka. Cô là tay vợt duy nhất thắng được 1 set trước Osaka trong giải đấu.
Sau Giải quần vợt Mỹ Mở rộng, Sabalenka lần đầu tiên được xếp loại hạt giống số 1 tại giải Tournoi de Québec, nhưng cô thua ở vòng 1. Tuy nheien, cô đã tiếp tục điều này bằng chức vô địch cấp độ Premier 5 tại giải Wuhan Open, danh hiệu lớn nhất trong sự nghiệp của cô. Trong giải đấu, cô đánh bại tay vợt số 6 Elina Svitolina ở vòng 2 và không thua một set nào trong 4 trận tiếp theo. Tuần tiếp theo, Sabalenka vào vòng tứ kết Giải quần vợt Trung Quốc Mở rộng, trong đó có chiến thắng trước đương kim vô địch và tay vợt số 4 Caroline Garcia để qua đó thắng được 8 tay vợt trong top 10 trong mùa giải. Thành công ở Trung Quốc giúp cô lên vị trí số 11 trên thế giới. Vào cuối mùa giải, Sabalenka vượt qua vòng loại cho giải WTA Elite Trophy, khi cô nằm cùng bảng với Garcia và Ashleigh Barty. She đánh bại Barty trong trận đấu đầu tiên, nhưng thua trước Garcia trong trận đấu cuối cùng. Barty, đánh bại Garcia với ít games thua, vượt qua vòng bảng thông qua các tiêu chí tiebreak để kết thúc mùa giải của Sabalenka. Tuy nhiên, cô được giải thưởng Tay vợt mới đến của Năm WTA vì thành tích xuất sắc của cô tại WTA Tour.

### 2019: Top 10, Sunshine Double ở đôi
Sabalenka bắt đầu mùa giải với danh hiệu WTA thứ 3 tại giải Shenzhen Open, đánh bại Alison Riske trong trận chung kết sau 3 set đấu. Do trời mưa ở các vòng trước, cô phải thi đấu cả trận bán kết và trận chung kết vào ngày cuối cùng của giải đấu. Cô sau đó tham dự giải Sydney International khi cô thua ở vòng 1 trước hạt giống số 5 và nhà vô địch sau đó Petra Kvitová. Tại Giải quần vợt Úc Mở rộng 2019, Sabalenka được đánh giá là một trong những ứng cử viên cho danh hiệu, nhưng cô bị loại ở vòng 3 bởi Amanda Anisimova. Tuy nhiên, với thành tích vào vòng 3 tại Giải quần vợt Úc Mở rộng cô đã vào top 10. Vào ngày 16 tháng 3 năm 2019, Sabalenka và Elise Mertens giành danh hiệu đôi Indian Wells Masters, đánh bại đôi số 1 thế giới Barbora Krejcikova và Katerina Siniakova sau 2 set đấu. Vào ngày 31 tháng 3 năm 2019, họ tiếp tục vô địch giải Miami Masters, đánh bại hạt giống số 6 Samantha Stosur và Zhang Shuai, qua đó trở thành Sunshine Double ở nội dung đôi.
Sabalenka vào vòng 2 tại Giải quần vợt Pháp Mở rộng, nhưng một lần nữa thua trước Anisimova sau 2 set đấu.

## Giải đấu đại diện quốc gia

### Fed Cup

#### Lần đầu tham dự
Sabalenka đại diện cho Belarus tại Fed Cup Trẻ vào năm 2014, cùng với đội giành vị trí thứ 6 chung cuộc. Cô sau đó lần đầu tham dự Fed Cup chuyên nghiệp cho Belarus vào tháng 4 năm 2016, thua trong trận đấu đôi trước Nga. Tuy nhiên, đội tuyển Belarus với Victoria Azarenka và Aliaksandra Sasnovich đã thắng để đủ điều kiện tham dự Nhóm thế giới lần đầu tiên trong lịch sử.

#### 2017: Á quân ở Nhóm Thế giới
Đội tuyển Fed Cup Belarus đã ra mắt ở Nhóm Thế giới vào trận chung kết, mặc dù là đội yếu hơn trong cả ba trận đấu. Ít ai ngờ từ đội vì họ không có tay vợt Azarenka, người đã bỏ lỡ hai trận đấu đầu tiên và trận đấu cuối cùng. Không có Azarenka, Belarus được đại diện bởi Sabalenka và Sasnovich, không ai trong số họ từng được xếp hạng hơn vị trí số 76 vào thời điểm diễn ra trận chung kết. Tuy nhiên, họ có được lợi thế khi thi đấu tất cả các trận đấu ở Minsk.
Trận đấu ở vòng tứ kết trước Hà Lan vào tháng 2 và ở vòng bán kết trước Thụy Sĩ vào tháng 4 đều diễn ra cùng một cách. Trong khi Sabalenka thua trận đấu đầu tiên trước các tay vợt được xếp hạng hàng đầu là Kiki Bertens và Timea Bacsinszky, Sasnovich lại đưa Belarus dẫn trước 2–1. Sabalenka sau đó thắng cả hai trận, lần lượt trước Michaëlla Krajicek và tay vợt số 54 Viktorija Golubic. Cô chỉ đứng thứ 125 tại thời điểm diễn ra trận đấu bán kết, không có trận thắng nào ở WTA trong sự nghiệp ngoài Fed Cup.
—Sabalenka trong trận thắng ở Fed Cup trước Stephens.
Trong ngày đầu tiên ở trận chung kết trước Hoa Kỳ, Sabalenka đánh bại đương kim vô địch Giải quần vợt Mỹ Mở rộng và tay vợt số 13 trên thế giới Sloane Stephens sau khi Sasnovich thua trận đấu đầu tiên trước tay vợt số 10 CoCo Vandeweghe. Ngày tiếp theo bắt đầu khi Sabalenka thua trước Vandeweghe, trước khi Sasnovich lại cân bằng tỷ số bằng trận thắng trước Stephens. Trong trận đấu đôi quyết định, Sabalenka và Sasnovich thua trước Vandeweghe và Shelby Rogers.
Mặc dù kết thúc với vị trí á quân, Thành công tại Fed Cup của Belarus đã giúp phổ biến quần vợt nữ ở Belarus, và đưa Sabalenka và Sasnovich nổi tiếng trên thế giới. Sasnovich nói, "Khi chúng tôi thi đấu trận tứ kết và bán kết ở Minsk, nhiều người đã đến xem trận đấu của chúng tôi. Họ cuối cùng đã thấy quần vợt trong cuộc sống, và nó giống như một sự phổ biến... Tôi muốn đất nưới của mình cải thiện nhiều hơn nữa trong quần vợt, bởi vì tôi nghĩ chúng ta có thể có nhiều hơn từ Belarus."

#### 2018: Tránh xuống hạng
Belarus đã không thể lặp lại thành công từ Fed Cup 2017 trong năm 2018. Trận đấu vòng tứ kết ở Minsk trước Đức. Mặc dù Sabalenka thắng cả hai trận đấu đơn, Sasnovich và Vera Lapko đã thua trong trận đấu đơn của mình. Sabalenka và Lidziya Marozava được chọn thi đấu trận đấu đôi quyết định, với Sabalenka thi đấu trên phần còn lại trực tiếp sau trận đấu đơn cuối cùng. Sau khi thắng set đầu đầu tiên trước Anna-Lena Grönefeld và Tatjana Maria, họ đã thua 2 set sau đó.
Trận đấu tiếp theo của họ ở Minsk ở vòng Play-off Nhóm Thế giới, gặp Slovakia để cạnh tranh tấm vé thi đấu ở Nhóm Thế giới trong mùa giải sau. Sabalenka và Sasnovich đấu hai trận đấu đơn, với Sabalenka bị đánh bại bởi Viktória Kužmová. Đôi Lapko và Marozava được chọn để thi đấu trận đấu đôi quyết định và họ đã thắng để giúp Belarus tiếp tục thi đấu ở Nhóm Thế giới năm 2019.

#### 2019
Sabalenka đã góp phần cho khởi đầu thành công cho Belarus ở Fed Cup 2019. Trong trận đấu vòng tứ kết cửa Nhóm Thế giới diễn ra tại Volkswagen Halle, Braunschweig, Đức từ ngày 9-10 tháng 2, Belarus đã đánh bại Đức (4-0) và Sabalenka có 2 trận thắng. Đầu tiên, trước Andrea Petkovic và sau đó trước Laura Siegemund, thua chỉ 5 games trong cả hai trận đấu đó.

## Lối đánh
Sabalenka là một baseliner có lối chơi phản công. Cô có một cú giao bóng mạnh và game của cô được xây dựng xung quanh cho động tác winners. Cô đã nói "Tôi hy vọng tất cả các cú đánh của tôi có thể mạnh mẽ, nhưng cú giao bóng của tôi, tôi nghĩ là tốt nhất." Động tác của cô thường đánh rất phẳng. Mặc dù cô có số điểm winners cao, nhưng chúng thường xuyên đi kèm với unforced errors. Trong trận thắng tay vợt trong top 10 đầu tiên trong sự nghiệp của mình trước Karolína Plíšková, cô có 40 điểm winners và 39 unforced errors. Trận thắng tay vợt trong top 10 thứ hai trong sự nghiệp trước Caroline Wozniacki cũng tương tự, có 64 điểm winners và 54 unforced errors. Huấn luyện viên của cô Dmitry Tursunov tin rằng sự cải thiện của cô vào mùa hè năm 2018 về phát triển cú đánh tốt hơn. Anh nói, "Điều quan trọng là she cô ấy đã không ngừng cố gắng [để] có một điểm winner với tất cả cú đánh."
Sabalenka thích chơi trên sân cỏ và sân cứng. Cô nhận xét, "Năm nay [năm 2017] tôi đã lần đầu tiên thi đấu trên sân cỏ [trong giải Wimbledon]. Và tôi thực sự thích nó. Tôi thích game của mình trên sân cỏ, cảm giác của cỏ, thật tuyệt. Tôi nghĩ game của mình phù hợp với sân cỏ và cho sân cứng." Trên sân đất nện, cô đều vào chung kết nội dung đơn và nội đôi tại giải Ladies Open Lugano 2018.
Sabalenka thường xuyên đi kèm với tiếng hét. Cô đã nói, "Thành thật, tôi không nghe thấy gì khi thi đấu." Tuy nhiên, cô đã bày tỏ hy vọng rằng tiếng hét của cô không gây xáo trộn cho đối thủ. Tại Giải quần vợt Úc Mở rộng, khác giả trên sân đã chọc ghẹo cô trong trận đấu với tay vợt người Úc Ashleigh Barty.

## Huấn luyện viên
Sabalenka đã làm việc với Khalil Ibrahimov trong 2 năm cho đến đầu năm 2018. Tại thời điểm này, cô bắt đầu làm việc với cựu vận động viên quần vợt chuyên nghiệp người Thụy Điển Magnus Norman và Magnus Tideman. Dmitry Tursunov trở thành huấn luyện viên chính của cô trong thời gian cho mùa giải sân cỏ năm 2018.

## Cuộc sống cá nhân
Sabalenka học tại Belarusian State University trong một chương trình liên quan đến thể thao. Thần tượng quần vợt của cô là Serena Williams và Maria Sharapova.

## Thống kê sự nghiệp
| VĐ | CK | BK | TK | V# | RR | Q# | A | NH |

### Grand Slam

#### Đơn
| Giải đấu     | 2016 | 2017 | 2018 | 2019 | SR    | T–B | % Thắng |
| ------------ | ---- | ---- | ---- | ---- | ----- | --- | ------- |
| Úc Mở rộng   | A    | VL2  | V1   | V3   | 0 / 2 | 2–2 | 50%     |
| Pháp Mở rộng | A    | VL1  | V1   | V2   | 0 / 2 | 1–2 | 33%     |
| Wimbledon    | A    | V2   | V1   |      | 0 / 2 | 1–2 | 33%     |
| Mỹ Mở rộng   | VL2  | VL1  | V4   |      | 0 / 1 | 3–1 | 75%     |
| Thắng–Bại    | 0–0  | 1–1  | 3–4  | 3–2  | 0 / 7 | 7–7 | 50%     |

#### Đôi
| Giải đấu     | 2016 | 2017 | 2018 | 2019 | SR    | T–B | % Thắng |
| ------------ | ---- | ---- | ---- | ---- | ----- | --- | ------- |
| Úc Mở rộng   | A    | A    | A    | V3   | 0 / 1 | 2–1 | 67%     |
| Pháp Mở rộng | A    | A    | A    | BK   | 0 / 1 | 4–1 | 80%     |
| Wimbledon    | A    | A    | V2   |      | 0 / 1 | 1–1 | 50%     |
| Mỹ Mở rộng   | A    | A    | V3   |      | 0 / 1 | 2–1 | 67%     |
| Thắng–Bại    | 2–1  | 0–0  | 3–2  | 6–2  | 0 / 4 | 9–4 | 69%     |

### Chung kết Premier Mandatory/Premier 5

#### Đơn: 1 (1 danh hiệu)
| Kết quả | Năm  | Giải đấu   | Mặt sân | Đối thủ         | Tỷ số    |
| ------- | ---- | ---------- | ------- | --------------- | -------- |
| Vô địch | 2018 | Wuhan Open | Cứng    | Anett Kontaveit | 6–3, 6–3 |

#### Đôi: 2 (2 danh hiệu)
| Kết quả | Năm  | Giải đấu             | Mặt sân | Đồng đội      | Đối thủ                               | Tỷ số         |
| ------- | ---- | -------------------- | ------- | ------------- | ------------------------------------- | ------------- |
| Vô địch | 2019 | Indian Wells Masters | Cứng    | Elise Mertens | Barbora Krejčíková Kateřina Siniaková | 6–3, 6–2      |
| Vô địch | 2019 | Miami Masters        | Cứng    | Elise Mertens | Samantha Stosur Zhang Shuai           | 7–6(7–5), 6–2 |